# OMX Islande All Share
L'OMX Islande All Share est un indice boursier de la bourse de Reykjavik, composé des 8 principales capitalisations boursières du pays ainsi que des Iles Féroé.

## Composition
Au 20 juin 2011, l'indice  se composait des titres suivants:
| Symbole    | Société                | Secteur                       |
| ---------- | ---------------------- | ----------------------------- |
| FOAIR IR   | Atlantic Airways       | Aviation                      |
| ATLA IR    | Atlantic Petroleum     | Énergie                       |
| BNORDIK IR | BankNordik             | Finance                       |
| ICEAIR IR  | Icelandair             | Aviation                      |
| MARL IR    | Marel                  | Industrie                     |
| NYHR IR    | Nyherji                | Technologies de l'Information |
| OSSR IR    | Ossur                  | Santé                         |
| SFSB IR    | Slaturfelag Sudurlands | Consommation non cyclique     |

## Historique
Le 14 octobre 2008, l'indice est suspendu et perd près des deux tiers de sa valeur à la suite du retrait de la cotation des banques du pays, et qui constituait la majorité du poids de l'indice. Cet événement, conséquence de la faillite de la banque Lehman Brothers, propage l'onde de choc de la crise économique de 2008 à travers le pays dans des proportions particulièrement violentes.